# Вацлав Червінський
Вацлав Червінський (пол. Wacław Czerwiński ; нар. 16 жовтня 1900, Чортків — пом. 17 червня 1988, Торонто, Канада) ― польський авіаконструктор, пілот, один із родоначальників польського планеризму, спроектував 21 вид планерів, викладав у Торонтському університеті.

## Життя в Україні
Навчався у Львівській політехніці, а в 1931 році здобув диплом інженера на машинобудівному факультеті.
У 1924– 1928 роках побудував планер CW-I в Асоціації студентів Львівської політехніки.
13 березня 1928 року планер Czerwinski CW I вперше відірвався від землі та здійснив політ на висоті десять метрів.
25 травня 1928 року Степан Гшешик (пол. Szczepan Grzeszczyk) здійснив перший вітрильний рейс поблизу Золочева, тривалістю 4 хвилини 13 секунд, встановивши польський рекорд.
У 1929 році — співзасновник планерної майстерні ZASPL, в якій були побудовані його наступні навчальні планери (CW-1 та CW-3). Згодом були створені планери CW-5 bis, пілотажні CW-7 та навчальні планери CW-8.
У 1929 році відкрив зони планеризму в горах Бещади.
У 1930 році пройшов навчання планера під час третьої експедиції Асоціації студентів університету Львівської політехніки у (Ґміні Лєско). Там був молодшим асистентом зі статистики та будівництва.
У 1931–1935 роках був помічником у Львівській політехніці та технічним директором Інституту технологій планеризму у Львові.
У 1932 році разом із Владиславом Яворським видав перший польський підручник з аматорського будівництва планерів.
Наприкінці 1935 року став головним конструктором військових планерських майстерень у Кракові, а через рік — керівником будівельної групи на Підляському авіаційному заводі (PWS — Podlaska Wytwórnia Samolotów) у Бяла-Підляській. Там побудував планери WWS-1 Salamandra, WS-2 Żaba i WWS-3 Delfin.

## Діяльність у Канаді
У вересні 1939 року переїхав із дружиною до Франції, де працював на авіаційному заводі в Тулузі. Згодом їде до Франції, а в 1940 — до Англії.
У березні 1941 року виїхав до Канади, де розпочав роботу в авіакомпанії De Havilland Air Canada, що у Торонто.
У 1942 році переїхав на канадський завод дерев'яних літаків, де зайняв посаду головного інженера.
Упродовж 1942–1959 років читав лекції на авіаційному факультеті Торонтського університету.
У 1946–1959 роках працював у А. В. Roe Canada Ltd в Торонто на посаді керівника групи міцності конструкцій, дизайнера, а потім керівника бюро попереднього проектування. Брав участь у проектуванні реактивних літаків: винищувач Avro Canada CF-100 Canuck, пасажирський Avro Canada CF-102 Jetliner, надзвуковий винищувач Avro Canada CF-105 Arrow та літаюча тарілка Avro Canada VZ-9 Avrocar. Згодом розробив дизайнерське рішення, яке врятувало 600 літаків CF-100 від утилізації.
У 1951 році Канадська асоціація планеристів нагородила його спеціальним дипломом та званням почесного члена за будівництво планеристів.
У 1959–1966 роках був керівником конструкторського бюро Секції дозвукової аеродинаміки Національної дослідницької ради Канади, що в Оттаві.
У 1969 році став консультантом з питань аеродинаміки та довговічності великих вітряків та проблем, пов'язаних з посадкою вертольотів на борт кораблів.
Польський авіаконструктор також займався художнім живописом. Представляв свої картини на багатьох виставках та спроектував вітражі над головним вівтарем св. Гіацинт в Оттаві. Був одружений, дружину звали Веронікою.
17 червня 1988 помер у Торонто, де й похований.

## Досягнення в авіації
Авіаконструктор був піонером у будівництві планерів у Польщі та одним із провідних конструкторів планерів у світі. Своєю конструкцією, особливо високопродуктивними планерами, сприяв тому, що Польща стала другою (після Німеччини) державою планеризму у світі.
У 1924–1950 роках спроектував 21 тип планерів, 18 з яких було зреалізовано (виготовлено понад 1000). На своїх планерах PWS-101, PWS-102 та PWS-103 застосував новий тип повітряних гальм за власною ідеєю.
Ще одним його винаходом було швидковід'єднуване з'єднання рульового приводу, що дозволяє швидко збирати та розбирати вітрильник.
У компанії PWS разом із Зигмунтом Яблонським сконструював, згідно з попереднім проектом Францішека Мішталя, двомісний двомоторний навчальний літак PWS-33 Wyżeł (побудований у 1938 та 1939 роках, призначений для виробництва), в якому він використовував перше у світі покриття корпусу опуклою фанерою. Це ініціювало використання опуклої фанери для покриття фюзеляжу літаків. Його метод просторового формування фанери застосовувався в Канаді під час Другої світової війни при виробництві бойових літаків.
Продемонстрував свій дизайнерський талант у Канаді, коли знайшов спосіб усунути тріщини крил винищувача CF-100 Canuck за допомогою з'єднаного штифтом з'єднання в потрісканому місці та врятував 600 літаків від злому.

## Конструкції
- CW-II (1929) та CW-III (1929, побудовано 20), на CW-II у 1929 році було встановлено рекорд тривалості польоту 2 год 11 хв;
- CW-IV — перший польський двомісний планер (1930, побудовано 2), на ньому встановлено 4 національних рекорди;
- школа CWJ, побудована разом із Владиславом Яворським (1931, побудовано 80);
- навчально-пілотажний ITS-II (1932, побудовано 3);
- шкільний CWJ-bis Scout (1932, побудовано 80);
- виступ CW-5bis (1933, 19 штук, 8 національних рекордів), пілотаж CW-7 (1934, 10) та навчальний CW-8 (1934, 30);
- WWS-1 Salamandra (1936, 180 штук до війни, 264 після війни, понад 50 штук за ліцензією в Югославії, Румунії та Китаї та 300 штук навчального варіанту Емуше у Франції);
- парапланери PWS-101 (1937, побудовано 11) та PWS-102 (1939, 2), на PWS-101 Петро Мінарський пролетів 351 км під час 1-го чемпіонату світу з планеризму у Вассеркуппе в Німеччині, а Тадеуш Гура 18 травня 1938 році — 578 км, за що він був нагороджений медаллю Лілієнталя Міжнародною авіаційною федерацією FAI, як перший пілот у світі;
- DH Sparrow (1942, 1 примірник) та CWA Wren (1943, 1 примірник), CWA Robin (1944, 1 примірник).

## Публікації
Автор багатьох статей та наукових досліджень у галузі проектування планеристів та літаків, а також суміжних питань авіаційної техніки та машинобудування.
1. Czerwiński, W. J. Jakimiuk — Military Transport Gliders. Could Be, Canadian Aviation, 1941
2. Czerwiński, W. J. Jakimiuk — Glider Training, Canadian Aviation, 1941
3. Czerwiński — The Canadian ‘’Robin". Sailplane Ready for Postwar Production, Canadian Aviation, 1943
4. Czerwiński — Utility Gliders and Their Design, Soaring, USA
5. Czerwiński — Two Polish Sailplanes, Aeronautics, Great Britain
6. Czewriński and B.S. Shenstone — Two Seat Sailplanes, Aero Digest, USA
7. Czerwiński — Assembly Gluing for Small Workshops, Wood, Great Britain, 1949
8. Czerwiński and B. S. Shenstone — An Experiment in Teaching Design, The Engine, J. Can
9. Czerwiński — Manpower Flight — Myth or Reality, Canadian Aeronautics and Space Journal, 1961